# Chelsea Physic Garden

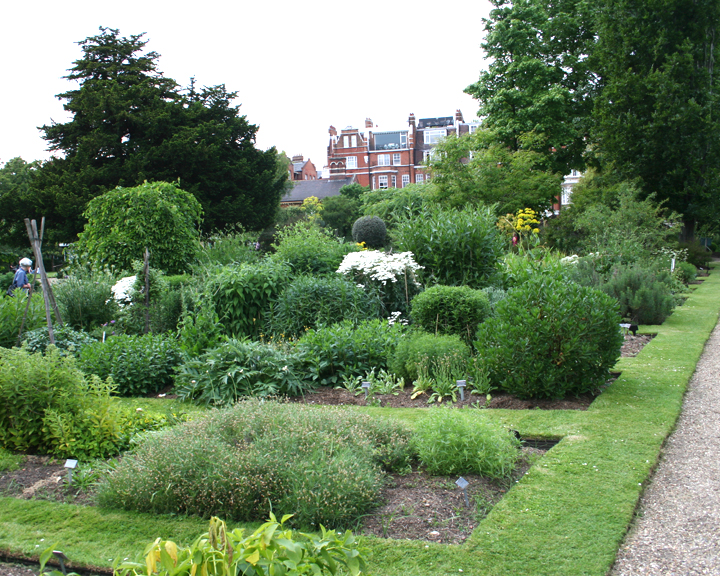
Der Garten im Sommer 2006

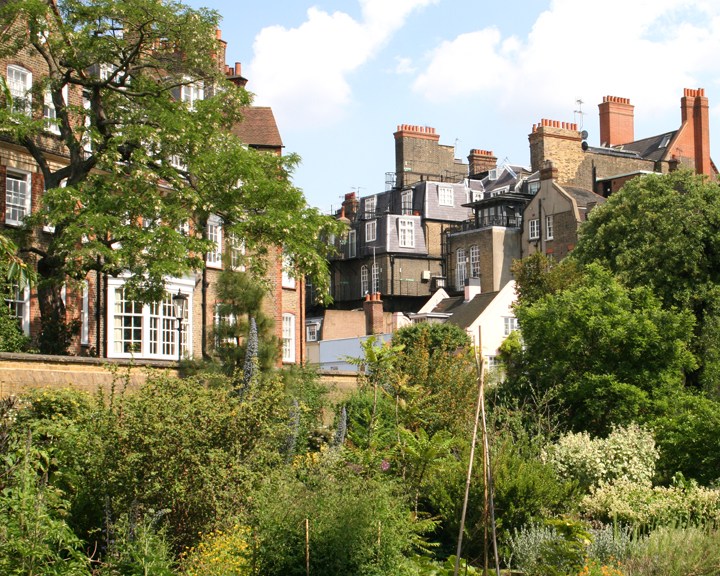
Das Gartenhaus im Hintergrund

Der Chelsea Physic Garden ist ein Botanischer Garten in London. Er ist nach dem Botanischen Garten Oxford der zweitälteste Botanische Garten in England und der älteste botanische Garten in London.

## Geschichte
Der Garten wurde 1673 von der 1617 gegründeten Worshipful Society of Apothecaries als Apothekergarten gegründet. 1776 wurde der Garten mit einer 131 m langen Mauer umgeben. Das erste Gewächshaus wurde 1680 eingerichtet. Beheizte Gewächshäuser sind seit 1685 belegt und wurden von John Evelyn und Hans Sloane beschrieben.

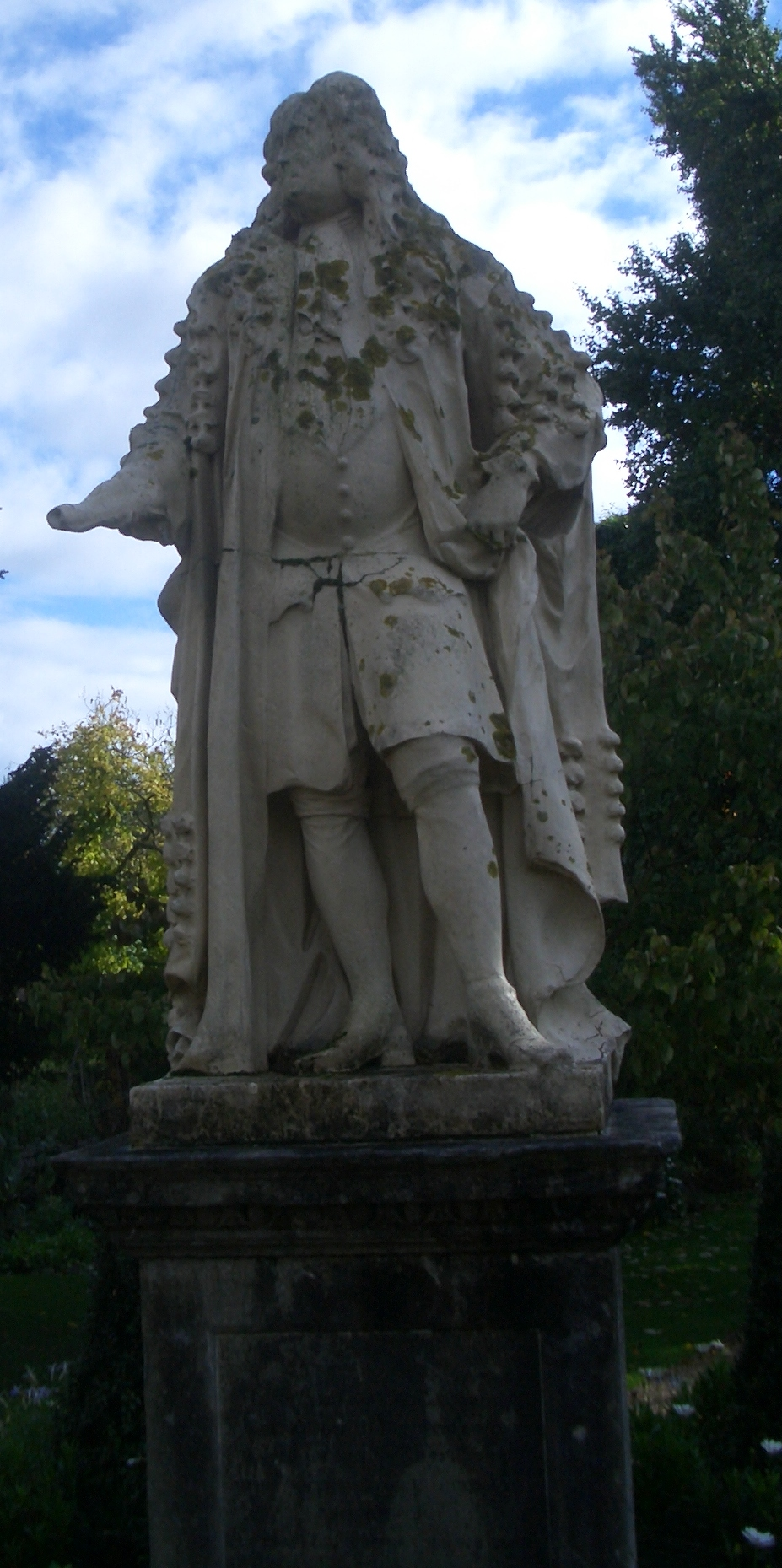
Statue von Hans Sloane (Kopie)

1713 erwarb Hans Sloane das an das Gartengrundstück angrenzende Anwesen von ungefähr 1,6 Hektar von seinem Schwiegersohn Charles Cheyne und überließ das Grundstück 1722 für eine jährliche Pacht von 5 Pfund der Apothekergesellschaft. Als Gegenleistung verlangte er von der Apothekergesellschaft, dass sie der Royal Society jedes Jahr einen Bericht mit 50 neu beschriebenen Pflanzenarten vorlegte, bis 2000 Erstbeschreibungen verfasst waren. Bedingung war außerdem, dass das Gelände für immer als Apothekergarten dienen sollte. Die Pacht wird heute noch an die Nachfahren von Sloane entrichtet.
1724 wurde Isaac Rand der erste Praefectus Horti des Chelsea Physic Garden. In seine Zeit als Gartendirektor fällt auch der Besuch des Gartens durch Carl von Linné 1736 und die Unterstützung von Elizabeth Blackwell, die dort Zeichnungen für A Curious Herbal anfertigte.
1732 ließ Sloane eine Orangerie erbauen, die Mitte des 19. Jahrhunderts abgerissen wurde. 1733 wurde eine Statue von Sloane von Michael Ruysbrack aufgestellt, die heute im British Museum steht.
Unter Philip Miller entwickelte sich der Chelsea Physic Garden zu einem der artenreichsten Gärten der damaligen Zeit. 1899 übernahm die City Parochial Foundation den Garten, 1983 ging er in die Verantwortung einer Stiftung über, die den Garten für die Öffentlichkeit öffnete. Inzwischen besitzt der Garten auch ein Bildungszentrum für Schulklassen und für Vorträge sowie den unvermeidlichen Verkaufsraum.
Ein historischer Rundgang führt durch die verschiedenen Epochen seiner Entwicklung in die einzelnen Gartenteile.

## Garten

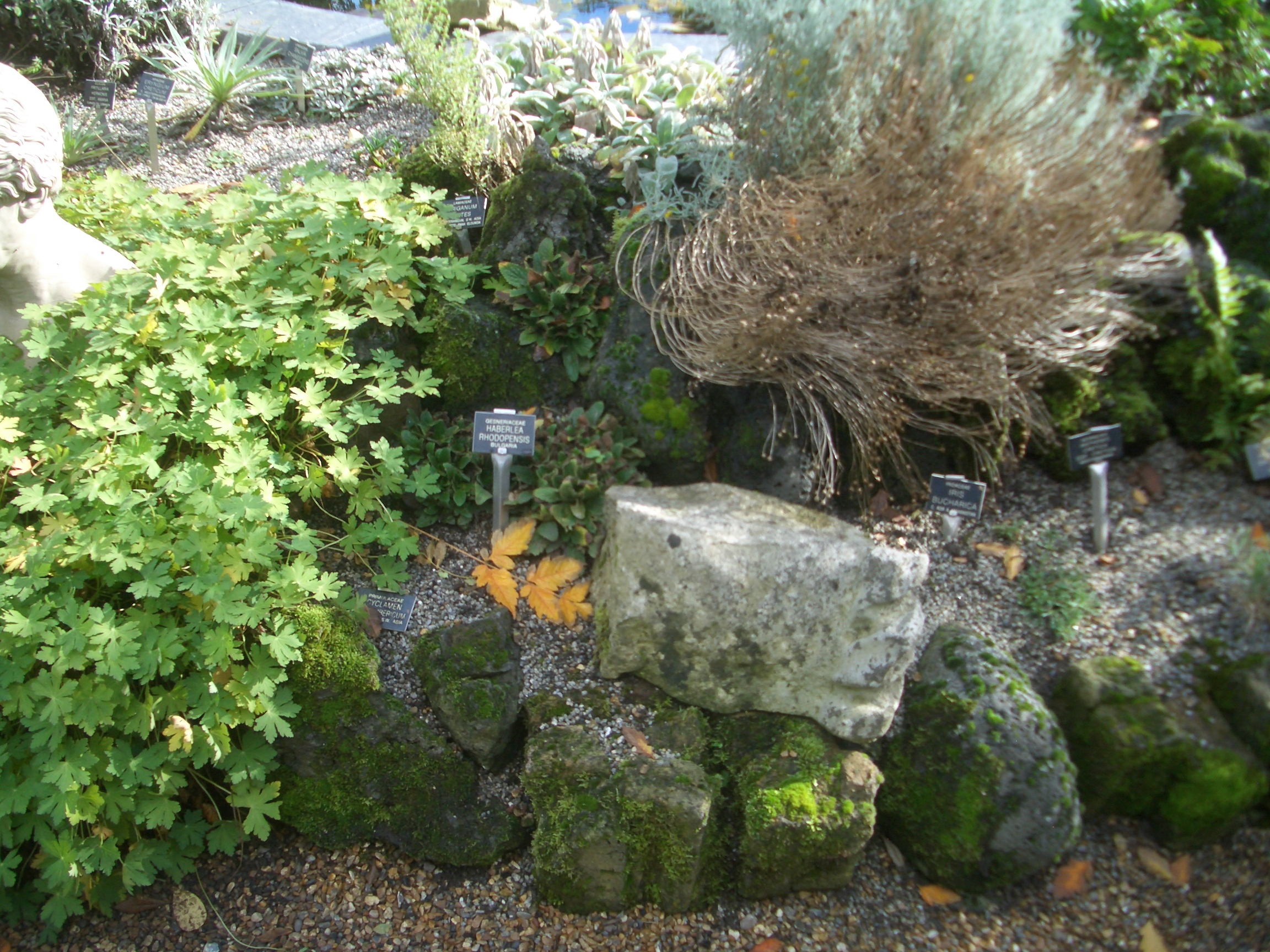
Steingarten

Der Garten umfasst heute 1,53 Hektar. Er liegt in Chelsea im Royal Borough of Kensington and Chelsea. Das dreieckige Gelände wird von dem Embankment, der Royal Hospital Road und dem Swan Walk begrenzt.
Der Garten ist klimatisch begünstigt. Im milden Seeklima gedeiht der größte im Freien gezogene Olivenbaum Großbritanniens. 1663 wurde die erste Libanonzeder in Großbritannien gepflanzt. Die Samen stammten von Paul Hermann, Professor für Botanik in Leiden und Leiter des dortigen Hortus academicus. Der Baum wurde im Winter 1903 gefällt, Sämlinge wachsen aber noch heute im Botanischen Garten von Cambridge.
Die pharmazeutischen Beete zeigen traditionelle Heilpflanzen. Im 1993 eingerichteten Garten der Weltmedizin sind Heilpflanzen aus anderen Erdteilen zu sehen, wie der Ginkgo. Weitere Rabatten zeigen wohlriechende Pflanzen zur Parfümherstellung und Pflanzen der Kanaren, zum Beispiel die verschiedenen endemischen Natternkopfarten und Aeonien. Ein Steingarten wurde bereits 1773 angelegt und steht heute unter Denkmalschutz. Er enthält unter anderem Steine aus dem Tower of London, Kreide und Feuersteine sowie Basalt vom Vulkan Hafnaefjorhur, den die St Lawrence, das Schiff von Joseph Banks, 1772 als Ballast mitgebracht hatte. Den angegliederten Teich ziert eine Riesenmuschel, die James Cook auf seiner ersten Pazifikreise 1768–1771 erworben hatte.
Im Garten wachsen über hundert verschiedene Arten von Schneeglöckchen (Galanthus gracilis, Galanthus nivalis, Galanthus elwesii, Galanthus plicatus, Leucojum vernum u. a.). Sie lassen sich auf einem eigenen Rundweg entdecken. Gewächshäuser enthalten Farne, tropische Orchideen, Mittelmeerpflanzen (darunter eine Sammlung endemischer Pflanzen von Kreta) und Pflanzen von den kanarischen Inseln. Im Fortune’s Tank Pond, der 2004 restauriert wurde, leben Kröten, Frösche und Molche. Als neueste Abteilung wurde ein Garten mit Nahrungs- und Nutzpflanzen angelegt (Garden of edible plants).
Der Garten unterhielt seit 1683 einen Index seminorum, der heute durch Freiwillige weitergeführt wird. Samen sind im Garten auch käuflich erhältlich, dürfen aber nicht kommerziell angebaut werden.

## Ober-Gärtner (Curator)
- Spencer Piggott, ca. 1677/78
- Richard Pratt, 1678 belegt
- John Watts, Apotheker, 1680–1692/93
- Samuel Doody, 1692–1706 (?)
- Komitee ab 1707
- Philip Miller, 1721–1770
- William Forsyth, 1771–1779
- John Fairbairn, 1784–1814
- William Anderson, 1815–1846
- Robert Fortune, 1846–1848
- Thomas Moore, 1848–1887
- Stelle nicht besetzt, 1887–1899
- William Hales, 1899–1937
- George William Robinson, 1937–1942
- Stelle nicht besetzt, 1942–1946
- William Gregor MacKenzie, 1946–1973
- Allan Paterson, 1973–1981
- Duncan Donald, 1982–1990
- Sue Minter, 1991–2001[8]
- Rosie Atkins, 2001–2010[9]
- Christopher Bailes, ab 2011[10]

William Aiton wurde durch Philipp Miller ausgebildet und war zwischen 1755 und 1759 Hauptgärtner.